# فانديفر
فانديفر (بالإنجليزية: Vandiyur)‏ هي منطقة سكنية تقع في الهند في ضاحية مادوراي. يقدر عدد سكانها بـ 21,464 نسمة .